# Informacijska doba
Izraz informacijska doba se v glavnem nanaša na obdobje po letu 1972. V poznih 1970. letih je postal opazen prehod iz industrijske v informacijsko dobo. Informacijska doba zahteva usklajevanje in povezovanje informacij z različnih področij, s tem pa tudi komuniciranje na različnih ravneh. Zato pravimo informacijski dobi tudi informacijsko-komunikacijska doba. Glavni viri informacijsko-komunikacijske je informacija oziroma informacije in z njimi odnosi, na katerih temeljijo vsa področja človekovega življenja in dela. Znanje in informacije se s komuniciranjem dograjujejo, izpopolnjujejo in poglabljajo, s čimer se večata moč in pomembnost informacij, ki so v vsakdanjem življenju bistvenega pomena.
Za informacijsko dobo je značilna tako imenovana informacijska revolucija, ki je v naša življenja vnesla že veliko sprememb, na katere se bolj ali manj uspešno navajamo in jih poskušamo uporabljati sebi v prid. Značilnosti informacijske dobe se izražajo v spremenjenem načinu dela, ki je podprto s tehnološko opremo, ki omogoča hitrejše in učinkovitejše sprejemanje informacij, v spreminjajočem se načinu učenja, praktično bi lahko rekli, da se spreminja način življenja nasploh. »Z zornega kota odvijajoče se informacijske in komunikacijske revolucije živimo v času mega trenda, ki ga imenujemo nastajanje globalne informacijske družbe.« Sping in Zimmer v svojem delu pravita, da se gospodarski razvoj industrije skozi daljše časovno obdobje začne najprej s spletnimi iskalniki in konča z veliko prevlado le teh na trgu kot so Google, Yahoo in MSN. Tem spletnim iskalnikom, so se in se še vedno pridružujejo novi, vendar bi lahko rekli, da niso še tako dobro uveljavljeni in nimajo pri uporabnikih take moči kot Google (Sping in Zimmer 2008) .

## Informacijska doba in internet
Človeštvo se razvija na osnovi pomembnih inovacij in masovnega uvajanja novega načina delovanja in življenja. Tako smo npr. govorili o »železni dobi«, ker je z uporabo železa prišlo do razvoja novih tehnologij in nato višjega civilizacijskega stanja. Sedaj govorimo o »informacijski dobi« v povezavi z uvajanjem interneta in masovnih informacijskih storitev v našo celotno družbo.
Internet (INTERconnected NETwork) je omrežje malih omrežij, ki so povezane s strežniki in pošiljajo med seboj podatke. V današnjem času je skupek ene najbolj rastočih tehnologij. Na internetu poteka cela skupina storitev, brez katerih si ne moremo več zamisliti vsakdanjega življenja. Internet je kot globalno omrežje vedno v razvoju. Da bi ga pa laže spoznali, je potrebno poznati tudi nekaj njegove zgodovine. Njegove korenine segajo v projekt ameriškega ministrstva za obrambo, ki je leta 1956 ustanovilo agencijo ARPA (Advanced Research Projects Agency) z namenom poiskati tip omrežja, ki bi bilo v čim večji meri neranljivo v primeru izpada posameznih vozlišč.
Začetek svetovnega spleta v taki obliki, kot jo poznamo danes, se je pričel v Švici, v inštitutu CERN. Omogoča vključitev slike, zvoka in besedila v strukturo spletnih strani, ki so shranjene na spletnem strežniku. Znotraj posamezne strani so hiperpovezave, ki kažejo na druge strani. Strani na svetovnem spletu so napisane v jeziku HTML (Hyper Text Markup Language), ki predstavlja standard za oblikovanje spletnih strani.

## Informacijski napredek
Hiter napredek informatike bi znal v nekaj desetletjih, če ne že letih znatno spremeniti naš svet, morda do take mere, da bi ga današnji človek le s težavo spoznal. Prihajajoča tehnologija naj bi prinesla vpliv, ki bi imel različne učinke na danšnjo družbo. V raziskavi PEW/Internet so napovedali, da bo angleščina še vedno vodilni jezik, nekateri uporabniki se bodo prostovoljno in iz protesta odločili živeti »odklopljeno« od interneta ter kljub večji količini avtomatiziranega zbiranja in obdelave podatkov ne bo ušla izpod nadzora.
Informacijska revolucija zajema napredne računalniške informacijske izboljšave in komunikacijske tehnologije ter inovacije. Tehnološki informacijski napredek v današnji družbi daje zelo velik vpliv in vrednoto, kar se vidi v inovacijah, ki so zaznamovale zadnje desetletje. Nove storitve interneta se bodo nadaljevale v smeri super iskalnika, interneta 3.0 (4.0, 5.0). Ponuditi vse na enem mestu, kar bi si posameznik lahko zaželel bodo vodilo in smernice novega. V prihodnosti naj bi bil največji poudarek na „Virtual Reality“, ki je projekcija ustvarjene iluzije. Tako bo ta napredek postopoma preoblikoval poglede na družbo, inovacije se bodo v prihodnosti nanašale na simulacijo svetov (3D). 
GeoSim Cities je eno glavnih podjetij z natančnimi in realističnimi pogledi 3D modelov dejanskih mest, že ustvarja virtuale resnične svetove. „GeoSim mesta vam omogočajo, da raziščete virtualne svetove, za boljše razumevanje fizičnega sveta“ . Do sedaj dokaj še nepoznana tema je umetna inteligenca, ki bi lahko v prihodnosti krojila smernice razvoja. „Izvorni cilj umetne inteligence je izdelati stroj, ki posnema človeško razmišljanje“.  Kako se bo nadaljevala pot interneta, Zittrain ilustrativno pokaže v knjigi , saj napove kako razviti nove tehnologije in družbene strukture, ki omogočajo uporabniku da svoje delo opravlja kreativno in na podlagi sodelovanja z drugimi.

## Informacijska doba in izobraževanje
V preteklih desetletjih smo bili priča ogromnim spremembam na vseh področjih družbe, ki jih je prinesla sodobna Informacijska tehnologija. Ne glede na to, ali te spremembe pojmujemo kot koristne ali škodljive, mimo njih ne moremo. Vzgoja in izobraževanje sta skupaj z drugimi elementi družbe doživela (in še doživljata) velikanske spremembe. V današnjih časih mora biti izobraževanje zanesljiva finančna naložba, usmerjeno mora biti h konkretnim rezultatom in sposobno zagotavljati širok obseg veščin, ki bodo učencem v pomoč v prihodnosti. Za izobraževanje v informacijski dobi je velikega, morda temeljnega pomena vprašanje, kako naj se primerno odzovemo na »informacijsko-komunikacijske tehnologije«, ki predstavljajo osrednji pomen za prihodnji nacionalni razvoj. Informacijska in tehnološka pismenost sta postali bistveni zahtevi za delo na skoraj vseh področjih in takšne vrste spretnosti so osrednjega pomena za odpiranje novih delovnih mest in podjetij. Informacijska doba predstavlja čas, da uporabljamo znanje in spretnosti, povezane s poučevanjem. V času informacijske dobe potrebujemo več kot preprosto poznavanje računalnikov. Potrebujemo komunikacijske spretnosti, dobro razvito sposobnost povezovanja z drugimi pri reševanju kompleksnih problemov, sintezo in analizo bistvenih podatkov, uporabo znanja v raznolikih situacijah, sistemsko razmišljanje in druge spretnosti postindustrijske družbe in na znanju temelječega gospodarstva. 
Poznavanje informacijskih tehnologij je samo temelj, na katerem se gradijo te sposobnosti. Nezmožnost zagotavljanja osnovne usposobljenost za delo z informacijskimi tehnologijami lahko primerjamo, kot nezmožnost naučiti učence branja in pisanja. 
Ključ za uspešno izobraževanje znotraj informacijske dobe predstavljajo predvsem strokovno podkovani in inovativni učitelji, ki uporabljajo informacijske in komunikacijske tehnologije kot sredstvo za zagotavljanje optimalnih učnih izkušenj. 